# Victor Cruz
Victor Cruz (Paterson, New Jersey, 11 november 1986) is een Americanfootballspeler bij de New York Giants.
Cruz vervoegde de New York Giants in 2010, waar hij in 2011 een vaste positie kreeg als wide receiver. Met zijn team behaalde hij de Super Bowl XLVI en de Pro Bowl 2012. Individueel werd hij gelauwerd als VIZIO Top Value Performer van 2011 in het American football, en werd hij opgesteld in het tweede team van de All-Pro, de beste Americanfootballers van het seizoen per veldpositie in 2011. Sinds begin maart 2014 is Victor Cruz niet langer eigendom van de New York Giants.